# Cassaignes
Cassaignes település Franciaországban, Aude megyében. Lakosainak száma 59 fő (2022. január 1.). Cassaignes Coustaussa, Luc-sur-Aude, Peyrolles, Rennes-les-Bains és Serres községekkel határos.

## Népesség
A település népessége az elmúlt években az alábbi módon változott:
| Lakosok száma | 33   | 30   | 44   | 61   | 51   | 48   | 56   | 59   | 59   | 59   |
|               | 1968 | 1982 | 1990 | 2006 | 2013 | 2015 | 2017 | 2019 | 2020 | 2022 |